# 卢卡·乌兰多
詹卢卡·乌兰多（英語：Gianluca Urlando，2002年3月16日—），美国男子游泳运动员，2019年世界青年游泳锦标赛男子200米自由泳、男子200米蝶泳、男子4×100米自由泳接力、男子4×200米自由泳接力和混合4×100米自由泳接力金牌得主、2025年世界游泳锦标赛男子200米蝶泳金牌得主。